# Joselu
Joselu, właśc. José Luis Mato Sanmartín (ur. 27 marca 1990 w Stuttgarcie) – hiszpański piłkarz, występujący na pozycji napastnika w katarskim Al-Gharafa oraz w reprezentacji Hiszpanii. Zwycięzca Mistrzostw Europy 2024.

## Kariera klubowa
Karierę rozpoczął w klubie Real Madryt. W barwach pierwszej drużyny Realu Madryt zadebiutował 21 maja 2011 roku w meczu ostatniej kolejki ligi hiszpańskiej przeciwko Almerii zmieniając w 84. minucie Karima Benzemę. 3 minuty po wejściu na boisko, zapisał się w protokole meczowym zdobywając gola po dośrodkowaniu Cristiano Ronaldo. 17 lipca 2011 roku podczas meczu towarzyskiego przeciwko LA Galaxy Joselu strzelił gola w 30. minucie spotkania. 20 grudnia 2011 roku zaliczył drugie trafienie w oficjalnym meczu pierwszej drużyny, pokonując bramkarza Ponferradiny i ustalając wynik meczu na 5:1. W 2012 r. Joselu wraz z Realem Madryt Castilla awansował z Segunda División B do Segunda División, czyli drugiej ligi hiszpańskiej. W play-offach rezerwy klubu z Kastylii pewnie pokonały Cadiz CF. W pierwszym meczu na wyjeździe młodzi zawodnicy ze stolicy wygrali 3:0, a u siebie 5:1. Jednym z bohaterów tych pojedynków był Joselu.

## Osiągnięcia

### Real Madryt
- Mistrzostwo Hiszpanii: 2023/24
- Superpuchar Hiszpanii: 2023/24
- Liga Mistrzów: 2023/24

### Reprezentacja
- Liga Narodów UEFA: 2022/23